# Teorema lui Varignon (mecanică)
Pentru o teoremă omonimă din geometrie, vezi Teorema lui Varignon (geometrie).
În mecanica solidului rigid, teorema lui Varignon susține că momentul în raport cu un punct al rezultantei unui sistem de forțe concurente este egal cu suma algebrică a momentelor forțelor componente în raport cu același punct:
{\displaystyle \sum {\vec {M}}_{0}({\vec {F}}_{i})={\vec {M}}_{0}.}
A fost descoperită de către Pierre Varignon și expusă în Projet d' unè nouvelle mèchanique, apărută în 1687.
Teorema este valabilă numai pentru sisteme de forțe care admit o rezultantă unică nenulă: forțe concurente, forțe paralele, forțe coplanare etc.

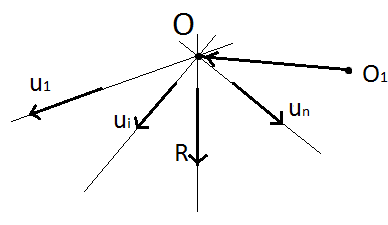

## Demonstrație
Fie un sistem de n vectori euclidieni {\displaystyle {\boldsymbol {u_{1}}},{\boldsymbol {u_{2}}},...,{\boldsymbol {u_{n}}}} care sunt concurente în punctul O.
Rezultanta este:
{\displaystyle {\boldsymbol {R}}=\sum _{i}{\boldsymbol {u_{i}}}}
Momentul fiecărui vector este:
{\displaystyle \sum _{i}{\boldsymbol {M_{O_{1}}^{u_{i}}}}=\sum ({\boldsymbol {O}}-{\boldsymbol {O_{1}}})\times {\boldsymbol {u_{i}}}}
Considerând factorul comun {\displaystyle (\mathbf {O} -\mathbf {O_{1}} )},
{\displaystyle \sum _{i}{\boldsymbol {M_{O_{1}}^{u_{i}}}}=({\boldsymbol {O}}-{\boldsymbol {O_{1}}})\times \left(\sum _{i}{\boldsymbol {u_{i}}}\right)=({\boldsymbol {O}}-{\boldsymbol {O_{1}}})\times {\boldsymbol {R}}={\boldsymbol {M_{O_{i}}^{R}}}}